# Teatro Everest
Il Teatro Everest è un teatro di Firenze.

## Storia
Si tratta di un valido esempio di recupero di uno spazio teatrale creato nel 1958 presso la parrocchia dei Santi Giuseppe e Lucia al Galluzzo: rimasta inutilizzata per circa venti anni, la sala, dopo un consistente e oneroso intervento di recupero su progetto dell'architetto Roberto Manghi, si presenta oggi tecnicamente perfetta per l'acustica e dotata di un palcoscenico con boccascena di 12 metri e una profondità di 7 metri. A partire dalla riapertura nel novembre 2002, è diventato un polo culturale per il quartiere in cui è inserito. La sala ha di fatto ormai cessato l'attività teatrale ed è tornata a svolgere funzione di cinematografo di quartiere. 

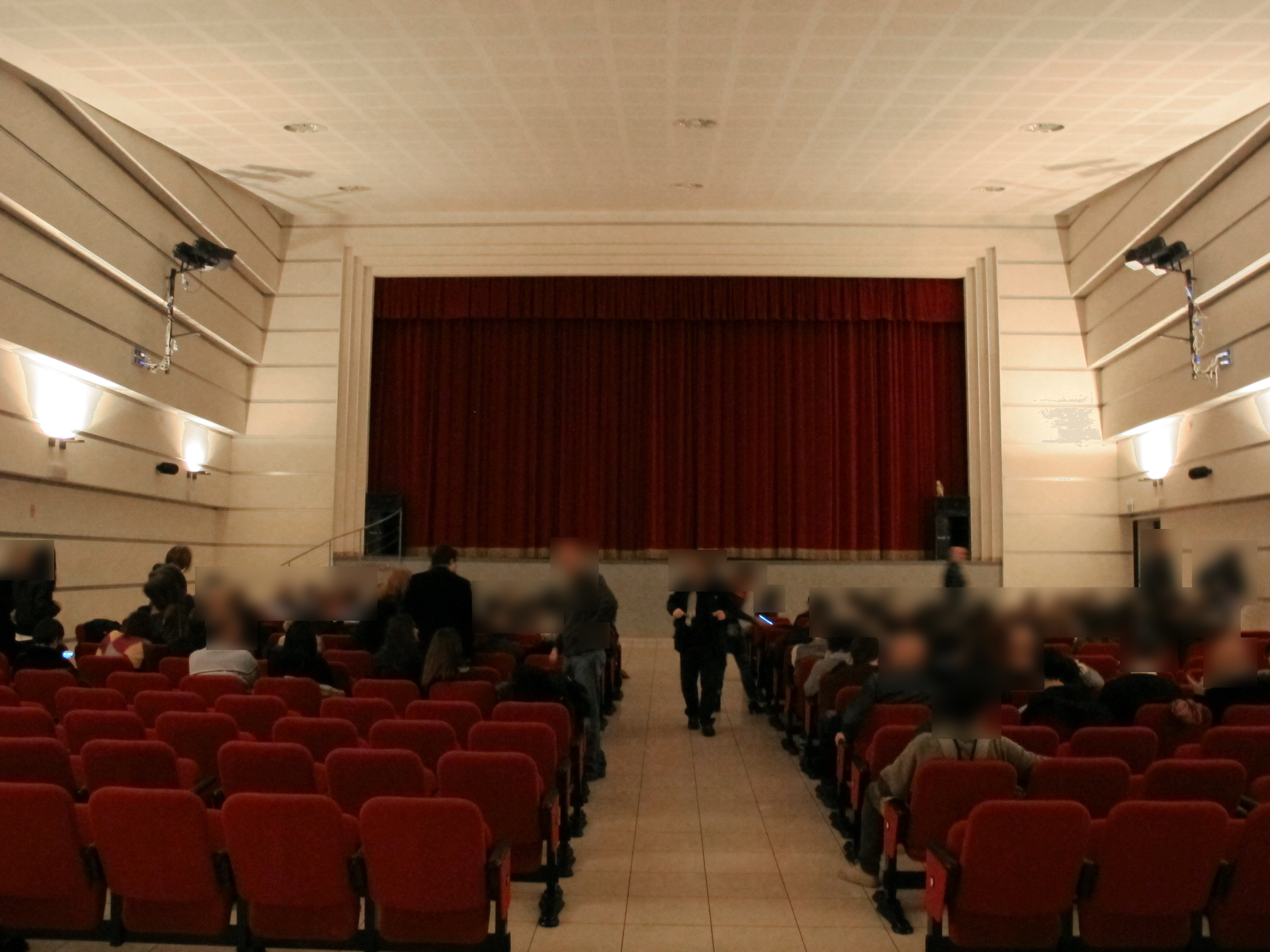
Sala